# Guardian Angel (松田聖子のアルバム)
『Guardian Angel』（ガーディアン・エンジェル）は、松田聖子通算28枚目のオリジナル・アルバム。1996年12月5日発売。発売元は マーキュリー・ミュージックエンタテインメント。

## 解説
先行シングル「さよならの瞬間」を含む全6曲のミニ・アルバム。
「If Only…」は『Vanity Fair』収録の「もし、もう一度戻れるなら」の英語ヴァージョン。
2016年のアルバム『Shining Star』には本作と同名曲が収録されているが、関連性は無い。

## 収録曲
1. Save The Best For Last (Japanese Version)　（3:44）
2. I'll Never Get Over You Getting Over Me (Japanese Version)　（4:07）
3. If Only… (もし、もう一度戻れるなら)　（5:17）
4. Save The Best For Last　（3:46）
5. I'll Never Get Over You Getting Over Me　（4:08）
6. さよならの瞬間　（4:41）